# Педик Леонід Анатолійович
Педик Леонід Анатолійович (нар. 23 квітня 1950, м. Ковель Волинської обл.) — заслужений тренер України, майстер спорту СРСР із самбо, дзюдо, греко-римської та вільної боротьби, суддя національної категорії.

## Біографія
Народився у м. Ковелі Волинської області. Закінчив факультет фізичного виховання тодішнього Луцького педагогічного інституту (тепер — Волинський національний університет імені Лесі Українки).
Став єдиним в СРСР чотирикратним майстром спорту: самбо, дзюдо, вільна та греко-римська боротьба.
Згодом став викладачем у Луцькому педагогічному інституті, в якому боротьба входила до обов'язкових дисциплін на факультеті фізичного виховання.

## Нагороди
- Заслужений тренер України (1999).

## Твори
- Педик Л. Боротьба продовжується. 2012.